# Amphionides reynaudii
Amphionides, Amphionididae, Amphionidacea
Ordre
Famille
Genre
Espèce
Amphionides reynaudii, unique représentant du genre Amphionides, de la famille des Amphionididae et de l'ordre des Amphionidacea, est une espèce de crustacés. Les Amphionidacea sont un ordre de crustacés dits « supérieurs » (=de la classe des Malacostraca). Pour le WoRMS ce taxon est un nomen dubium.

## Systématique
Le nom valide complet (avec auteur) de ce taxon est Amphionides reynaudii (Milne-Edwards, 1833).
L'espèce a été initialement classée dans le genre Amphion sous le protonyme Amphion reynaudii H. Milne Edwards, 1833,.
Amphionides reynaudii a pour synonymes :
- Amphion armata Koeppel, 1902
- Amphion provocatoris Spence Bate, 1888
- Amphion reynaudii H. Milne Edwards, 1833
- Amphionides valdiviae Zimmer, 1904

### Étymologie
Son épithète spécifique, reynaudii, lui a été donnée en l'honneur de monsieur Reynaud, ami de l'auteur, qui lui rapporta cette espèce d'Asie.

### Publication originale
- H. Milne Edwards, « Note sur un nouveau genre de Crustacés de l'ordre des Stomapodes », Annales de la Société entomologique de France, Paris, SEF et Taylor & Francis, vol. 1,‎ 1832, p. 336-340 (ISSN 0037-9271 et 2168-6351, OCLC 1765810, lire en ligne).